# Römersberg (Neuental)
Römersberg ist der nördlichste Ortsteil der Gemeinde Neuental im nordhessischen Schwalm-Eder-Kreis.

## Geographische Lage
Römersberg liegt am Südhang des 433 m hohen Berges Altenburg, auf dem sich eine als Altenburg bekannte eisenzeitliche Ringwallanlage befindet. Der Ort liegt an der Kreisstraße 68 von Zimmersrode nach Trockenerfurth, die Autobahn 49 führt etwa einen halben Kilometer östlich am Dorf vorbei.

## Geschichte
Römersberg wurde 1231 als Reinbracteshusen erstmals urkundlich erwähnt. Bis ins 19. Jahrhundert trug der Ort den Namen Römershausen bzw. Rommershausen. 
Die evangelische Kirche wurde 1872/73 durch Bauinspektor Hofmann als neogotischer Saalbau mit rechteckigem Chor im Osten und Turm mit Spitzhelm im Westen erbaut. Das zugleich entstandene, mehrteilige Chorfenster wurde von dem Marburger Glaser und Glasmaler K.J. Schultz angefertigt.
Im Zuge der Gebietsreform in Hessen wurde die bis dahin eigenständige Gemeinde kraft Landesgesetz zum 1. Januar 1974 ein Ortsteil von Neuental. Für den Ortsteil Römersberg wurde, wie für die übrigen Ortsteile Neuentals, ein Ortsbezirk mit Ortsbeirat und Ortsvorsteher nach der Hessischen Gemeindeordnung eingerichtet.

## Bevölkerung
Einwohnerstruktur 2011
Nach den Erhebungen des Zensus 2011 lebten am Stichtag, dem 9. Mai 2011, in Römersberg 261 Einwohner. Darunter waren 3 (1,1 %) Ausländer.
Nach dem Lebensalter waren 45 Einwohner unter 18 Jahren, 105 zwischen 18 und 49, 48 zwischen 50 und 64 und 63 Einwohner waren älter. Die Einwohner lebten in 111 Haushalten. Davon waren 27 Singlehaushalte, 36 Paare ohne Kinder und 42 Paare mit Kindern, sowie 6 Alleinerziehende und 3 Wohngemeinschaften. In 27 Haushalten lebten ausschließlich Senioren und in 66 Haushaltungen lebten keine Senioren.
Einwohnerentwicklung
| Quelle: Historisches Ortslexikon |                |
| • 1575/85:                       | 50 Hausgesesse |
| • 1724:                          | 78 Personen    |
| • 1742/47:                       | 68 Häuser      |
| • 1747:                          | 60 Hausgesesse |

| Römersberg: Einwohnerzahlen von 1775 bis 2016 | Römersberg: Einwohnerzahlen von 1775 bis 2016 | Römersberg: Einwohnerzahlen von 1775 bis 2016 | Römersberg: Einwohnerzahlen von 1775 bis 2016 | Römersberg: Einwohnerzahlen von 1775 bis 2016 |
| --- | --------------------------------------------- | --------------------------------------------- | --------------------------------------------- | --------------------------------------------- |
| Jahr |                                               |                                               |                                               | Einwohner                                     |
| 1775 | 1775                                          |                                               | 305                                           | 305                                           |
| 1800 | 1800                                          |                                               | ?                                             | ?                                             |
| 1834 | 1834                                          |                                               | 549                                           | 549                                           |
| 1840 | 1840                                          |                                               | 563                                           | 563                                           |
| 1846 | 1846                                          |                                               | 549                                           | 549                                           |
| 1852 | 1852                                          |                                               | 603                                           | 603                                           |
| 1858 | 1858                                          |                                               | 554                                           | 554                                           |
| 1864 | 1864                                          |                                               | 525                                           | 525                                           |
| 1871 | 1871                                          |                                               | 442                                           | 442                                           |
| 1875 | 1875                                          |                                               | 476                                           | 476                                           |
| 1885 | 1885                                          |                                               | 634                                           | 634                                           |
| 1895 | 1895                                          |                                               | 583                                           | 583                                           |
| 1905 | 1905                                          |                                               | 520                                           | 520                                           |
| 1910 | 1910                                          |                                               | 508                                           | 508                                           |
| 1925 | 1925                                          |                                               | 582                                           | 582                                           |
| 1939 | 1939                                          |                                               | 556                                           | 556                                           |
| 1946 | 1946                                          |                                               | 990                                           | 990                                           |
| 1950 | 1950                                          |                                               | 1.036                                         | 1.036                                         |
| 1956 | 1956                                          |                                               | 992                                           | 992                                           |
| 1961 | 1961                                          |                                               | 1.030                                         | 1.030                                         |
| 1967 | 1967                                          |                                               | 1.105                                         | 1.105                                         |
| 1980 | 1980                                          |                                               | ?                                             | ?                                             |
| 1990 | 1990                                          |                                               | ?                                             | ?                                             |
| 2000 | 2000                                          |                                               | ?                                             | ?                                             |
| 2011 | 2011                                          |                                               | 261                                           | 261                                           |
| 2016 | 2016                                          |                                               | 242                                           | 242                                           |
| Datenquelle: Historisches Gemeindeverzeichnis für Hessen: Die Bevölkerung der Gemeinden 1834 bis 1967. Wiesbaden: Hessisches Statistisches Landesamt, 1968. Weitere Quellen: LAGIS; Gemeinde Neuental, Zensus 2011 |                                               |                                               |                                               |                                               |

Historische Religionszugehörigkeit
| Quelle: Historisches Ortslexikon |                                                                    |
| • 1861:                          | 252 evangelisch-reformierte, 9 jüdische Einwohner                  |
| • 1885:                          | 309 evangelische (= 100 %) Einwohner                               |
| • 1961:                          | 299 evangelische (= 84,46 %), 48 katholische (= 13,56 %) Einwohner |

Historische Erwerbstätigkeit
| • 1961 | Erwerbspersonen: 87 Land- und Forstwirtschaft, 74 Produzierendes Gewerbe, 6 Handel und Verkehr, 4 Dienstleistungen und Sonstiges |

## Politik
Der Ortsbeirat besteht aus fünf Mitgliedern. Bei den Kommunalwahlen in Hessen 2021 betrug die Wahlbeteiligung zum Ortsbeirat Römersberg 75,12 %. Alle Kandidaten gehörten der „Einheitsliste Römersberg“ an. Der Ortsbeirat wählte Uwe Heintzemann zum Ortsvorsteher.